# Bergera integrifolia
Bergera integrifolia là một loài dương xỉ trong họ Hymenophyllaceae. Loài này được G. Don mô tả khoa học đầu tiên năm 1831.
Danh pháp khoa học của loài này chưa được làm sáng tỏ. 